# Francisco Uranga y Sáenz
Francisco Uranga y Sáenz (Santa Cruz de Rosales, Chihuahua, 16 de noviembre de 1863 - Tlalpan, Distrito Federal, 8 de julio de 1930) fue un religioso católico mexicano, que ocupó los cargos de Obispo de Sinaloa, Obispo auxiliar de Guadalajara y Obispo de Cuernavaca.

## Biografía
Francisco Uranga y Sáenz cursó sus estudios básicos en su pueblo natal, Santa Cruz de Rosales; en 1875 se trasladó a la ciudad de Durango a iniciar sus estudios eclesiásticos en el seminario de aquella ciudad; fue ordenado presbítero el 5 de marzo de 1886 por el obispo de Durango José Vicente Salinas e Infanzón, siendo su primer nombramiento el de teniente de cura de la parroquia de Chihuahua.
Trasladado como párroco de Cusihuiriachi en 1887, permaneció en el cargo hasta 1893 en que pasó a la parroquia de Tamazula y posteriormente a las de San Juan del Río y Ciudad Lerdo, donde destacó por la organización de los obreros de la ciudad. En 1901 es nombrado canónigo de la Catedral de Durango y rector del Seminario y al año siguiente ocupa el cargo de Secretario de Cámara y Gobierno de la Arquidiócesis de Durango.
El 25 de junio de 1903 el papa León XIII lo nombró Obispo de Sinaloa; recibiendo la ordenación episcopal el 16 de agosto del mismo año, fungiendo como consagrante Santiago de Zubiría y Manzanera, Arzobispo de Durango y como co-consagrantes Nicolás Pérez Gavilán y Echeverría, Obispo de Chihuahua y Filemón Fierro y Terán, Obispo de Tamaulipas.
Gobernó la diócesis de Sinaloa hasta 1917, cuando por conflictos con las fuerzas revolucionarias se ve obligado a trasladarse primero a Guadalajara y luego a exiliarse en Estados Unidos. Renunció formalmente al cargo de Obispo de Sinaloa el 18 de diciembre de 1919, mismo día en que fue nombrado Obispo titular de Tlos y auxiliar de Guadalajara.
Permaneció en Guadalajara hasta el 21 de abril de 1922 en que el papa Pío XI lo nombró Obispo de Cuernavaca, donde estableció una sociedad mutualista de obreros e impulsó la Acción Católica; durante la Guerra Cristera se exilió por segunda ocasión en Estados Unidos, retornando a su diócesis el 1 de junio de 1929.
Falleció en Tlalpan, Distrito Federal, el 8 de julio de 1930.